# Marina (bysantinsk prinsessa)
Marina, född 403, död 449, var östromersk prinsessa. 
Hon var dotter till Arcadius och Aelia Eudoxia och syster till Teodosius II, östromersk kejsare.
Hon avled kyskhetslöfte tillsammans med sina systrar Pulcheria och Arcadia år 414, och levde ett liv som kristen asket. Hon nämns i samtida krönikor.  